# 金属アーク溶接等作業主任者
金属アーク溶接等作業主任者（きんぞくあーくようせつとうさぎょうしゅにんしゃ）は、労働安全衛生法に定められた作業主任者(国家資格)のひとつであり、金属アーク溶接等作業主任者限定技能講習を修了した者の中から事業者により選任される。
また、主任者となるための技能講習を修了した者すなわち資格取得者のこと、あるいは資格そのものを指すこともある。なお、金属アーク溶接等作業主任者の選任には特定化学物質及び四アルキル鉛等作業主任者技能講習を修了した者の中から選任しても差し支えない。

## 概要
金属アーク溶接によって発生する溶接ヒューム汚染から作業員を守るための監督等を行う。必置資格。2020年に溶接ヒュームが特定化学物質として追加され、2021年4月1日から溶接ヒュームを含む特定化学物質に係る作業主任者を特定化学物質及び四アルキル鉛等作業主任者技能講習修了者の中から選任しなければならないが、受講者の多くが金属アーク溶接等作業の従事者であることから受講者の負担を減らすために金属アーク溶接等作業主任者限定技能講習が新設された。

## 受講資格
- 制限なし。（ただし18歳に満たないものは就労できず、アーク溶接作業者の特別教育を修了してないものは作業主任者として選任できない。）

## 技能講習
実施の頻度は各都道府県により異なるため、都道府県労働局、労働基準監督署、都道府県労働基準協会などに問い合わせる必要がある。

### 講習科目
告示された講習時間は6時間である。
1. 健康障害及びその予防措置に関する知識（1時間）
2. 作業環境の改善方法に関する知識（2時間）
3. 保護具に関する知識（2時間）
4. 関係法令（1時間）
5. 修了試験